# Willy Walden
Willy Walden, pseudoniem van Herman Jan Jacob (Hemmie) Kaldewaaij (Amsterdam, 30 maart 1905 – Bennekom, 14 maart 2003), was een Nederlands revueartiest. 

## Biografie
Walden werd geboren in de Amsterdamse Pijp. Al jong kwam hij aan het toneel. Johan Buziau en Louis Davids waren zijn grote voorbeelden en leermeesters. Zijn bekendste hit is Als op het Leidscheplein de lichtjes weer eens branden gaan (1943), gecomponeerd door Cor Steyn met een tekst van Jacques van Tol. Hij woonde in het centrum van Amsterdam totdat hij in 1966 naar Buitenveldert verhuisde, waar hij een villa liet ontwerpen door architect W. J. Klein aan de Weldam nr. 7. In Buitenveldert was hij de buurman van Joop den Uyl.

## Snip en Snap
Walden had al jarenlang in allerlei revues gewerkt toen hij en Piet Muijselaar gevraagd werden om op te treden in De bonte dinsdagavondtrein omdat er een act door ziekte was weggevallen. Die avond werd het duo Snip en Snap geboren. Walden was Snap, Muijselaar was Snip. Het duo was zo succesvol dat vele andere optredens volgden. Uiteindelijk bouwde producent René Sleeswijk een revue rond het tweetal. Jarenlang trok deze revue langs de Nederlandse theaters. Vanaf 1961 waren de Snip en Snap-revues ook op televisie te zien. Walden was na een eerder huwelijk inmiddels getrouwd met de Deense Aase Rasmussen (1921-2012), die hij had leren kennen bij de revue.

## Radio
In november 1977 stopte het duo met de revues. Niet lang daarna overleden zowel Piet Muijselaar als producent Sleeswijk betrekkelijk onverwacht. Walden heeft daarna nooit meer een voet in het theater gezet. Samen met zijn echtgenote Aase Rasmussen trok hij zich terug in Wolfheze, waar het echtpaar een kamer bewoonde in Hotel De Buunderkamp. Voor de TROS presenteerden ze nog jarenlang het spelletje Raad een lied (of niet). De 500e uitzending in 1987 was tevens de laatste. Walden en Rasmussen verlieten Wolfheze om een serviceflat in Bennekom te betrekken, waar Walden in maart 2003, amper twee weken voor zijn 98ste verjaardag, overleed. Hij werd in stilte in Dieren gecremeerd.

## Beeld
Op 28 september 2012 werd in Theater Carré de 4-dvd Oeuvre Box 75 jaar Snip en Snap gepresenteerd. Bij de presentatie was de zoon van Willy Walden, Paul Kaldewaaij, aanwezig. Hij onthulde een beeld van Willy Walden en Piet Muijselaar als juffrouw Snip en juffrouw Snap.

## Persoonlijk
Zijn broer Gerard Walden was ook artiest.